# Statua del guerriero a cavallo
La Statua del guerriero a cavallo (in macedone Воин на коњ?) è una statua equestre situata al centro di Piazza Macedonia a Skopje. Costruita nell'ambito del progetto Skopje 2014, è comunemente considerata una raffigurazione di Alessandro Magno sebbene non abbia una denominazione ufficiale.
La statua, scolpita da Valentina Stevanovska e fusa nella Fonderia Artistica Guastini di Vicenza, fu ufficialmente inaugurata l'8 settembre 2011 in occasione del ventesimo anniversario dell'indipendenza della Repubblica di Macedonia. È alta 14,5 m e poggia su una colonna cilindrica alta 10 metri. La colonna, composta di tre sezioni d'avorio separate da un sottile anello di bronzo, sorge al centro di una fontana contornata da 8 soldati di bronzo alti 3 metri. Il complesso comprende inoltre 8 leoni di bronzo, alti 2,5 m, posti sul bordo della fontana
Il monumento è costato circa 7,5 milioni di euro.